# Woje Mirmiła
Woje Mirmiła (w pierwszym wydaniu albumowym rozbity na dwie części „Woje Mirmiła” oraz „Rozprawa z Dajmiechem”) – trzeci komiks autorstwa Janusza Christy z serii Kajko i Kokosz.

## O komiksie
Komiks początkowo ukazywał się w czarno-białej wersji w piśmie Wieczór Wybrzeża w latach 1974-1974. Serial ukazywał się także w Ekspresie Poznańskim i został wydrukowany ponownie w „Wieczorze” w latach 1984-1985. Gdy komiks ukazał się po raz pierwszy w 1988 przez KAW, gdzie został pokolorowany (wcześniejsze dwie historie: Złoty puchar i Szranki i konkury, ukazały się wpierw w wersji albumowej, w wersji czarno-białej, na żółtym papierze). Za kolory odpowiadał nie tylko Janusz Christa, ale też jego syn Marek Christa. Historie rozbito na dwa albumy „Woje Mirmiła” oraz „Rozprawa z Dajmiechem”. Każda strona zawierała trzy paski w układzie poziomym – w odróżnieniu od wcześniejszych historii żadne paski nie zostały wycięte, aczkolwiek kilka zostało narysowanych na nowo. Gdy jednak w roku 2003 Egmont wydał komiks w wydaniu albumowym historie rozbito na trzy albumy, a układ stron zmieniono z poziomego na pionowy. Za okładkę trzeciego tomu posłużyła ilustracja Christy, wcześniej wykorzystana w jednym z albumów jako rysunek na stronie tytułowej.
W komiksie debiutuje postać dobrego zbója Łamignata oraz kruka czarownicy Jagi - Gdasia. Czarownica Zielacha zmienia imię na Ciotka Jaga i w trakcie historii zyskuje nowy wygląd, który zachowuje na resztę serii.
W komiksie jest nawiązanie do adaptacji filmowej książki Potop. Jest to scena, w której Kanclerz wnosi toast obwieszczając wszystkim nowego Pana Mirmiłowa, co wywołuje bunt u wiernych wojów księcia, który po chwili zostaje stłumiony przez łuczników.

## Fabuła komiksu
Wojmił przybywa do swego brata w odwiedziny. Jego przybycie wywołuje wiele zamieszania, bowiem Mirmił szczęśliwy, że ma okazję zobaczyć brata zaniedbuje swoje obowiązki kasztelana. A to bardzo niedobrze, bo do grodu przybywa kanclerz królewski, który wkrótce odkrywa, że Mirmił nie wykonał jeszcze rocznego planu wojen z sąsiadującym z Mirmiłowem krajem Omsów. Kajko i Kokosz muszą zadbać, żeby we wszystkich sprawozdaniach pojawiły się opisy pięknych bitew Mirmiła. Uniemożliwia im to Wojmił, który nie uznaje bitew na papierze. Dodatkowym kłopotem jest to, że kanclerz zaraz po przybyciu do Mirmiłowa miał spotkanie ze zbójem Łamignatem. Pała teraz żądzą zemsty na nim i skazuje go na śmierć. Katem ma być Kokosz, który udaje się na naukę. Podczas przymusowej edukacji cały czas martwi się tym, że jego ciotka Jaga postanowiła wyjść za mąż za Łamignata. Wkrótce realizuje swój plan, ratując Łamignata od topora i krzycząc słynne „mój ci on”. Okazuje się także, że pobyt kanclerza w Mirmiłowie miał na celu usunięcie Mirmiła z urzędu i umieszczenia na nim kuzyna kanclerza - Dajmiecha. Mirmił musi opuścić gród ze swoją świtą, zaś Kajko i Kokosz postanawiają zostać, gdyż jest to jedyny sposób by odzyskać Mirmiłowo.